# Androctonus baluchicus
Androctonus baluchicus je žlutohnědý až žlutý štír. Vyskytuje se v suchých oblastech Asie. Rozšíření je omezeno na Pákistán a Afghánistán. Byl popsán roku 1900 jako poddruh Androctonus australis. Vzhledem k příbuznosti k tomuto druhu je štír podezřelý z hlediska jedovatosti.